# Musée Erebouni
Le musée Erebouni (en arménien : Էրեբունու թանգարան) ou musée-réserve historique et archéologique Erebouni (Էրեբունին պատմահնագիտական արգելոց-թանգարան) est un musée archéologique situé à proximité de la forteresse urartéenne d'Erebouni à Erevan, la capitale arménienne.
Il présente les objets retrouvés lors des fouilles du site ainsi que de celles menées à la forteresse urartéenne de Teishebani et sur le site de Chengavit (où le musée a des antennes).

## Histoire
Établi en 1968 pour le 2 750e anniversaire d'Erevan, le bâtiment du musée, œuvre des architectes Baghdasar Arzoumanian et Shmavon Azatian et du sculpteur A. Harutiunian, héberge 12 235 objets. En 2009, 17 200 personnes l'ont visité.

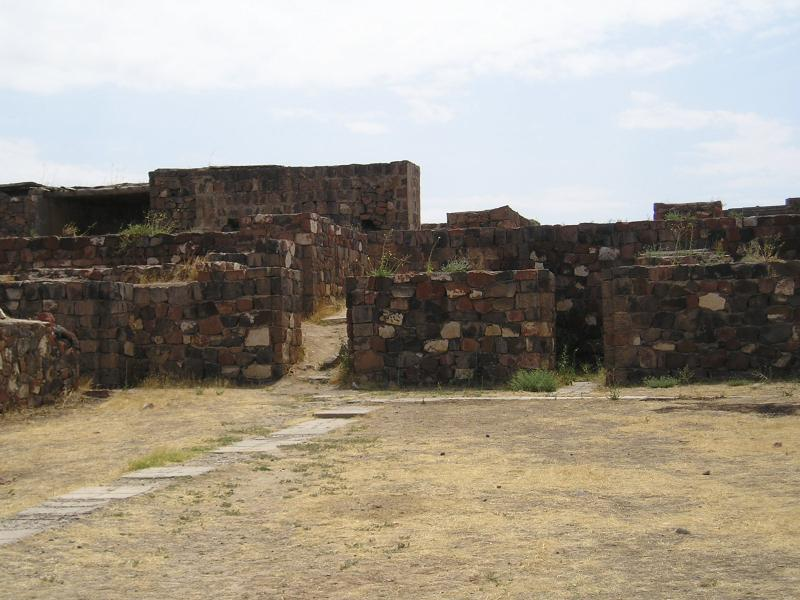
Forteresse d'Erebouni.
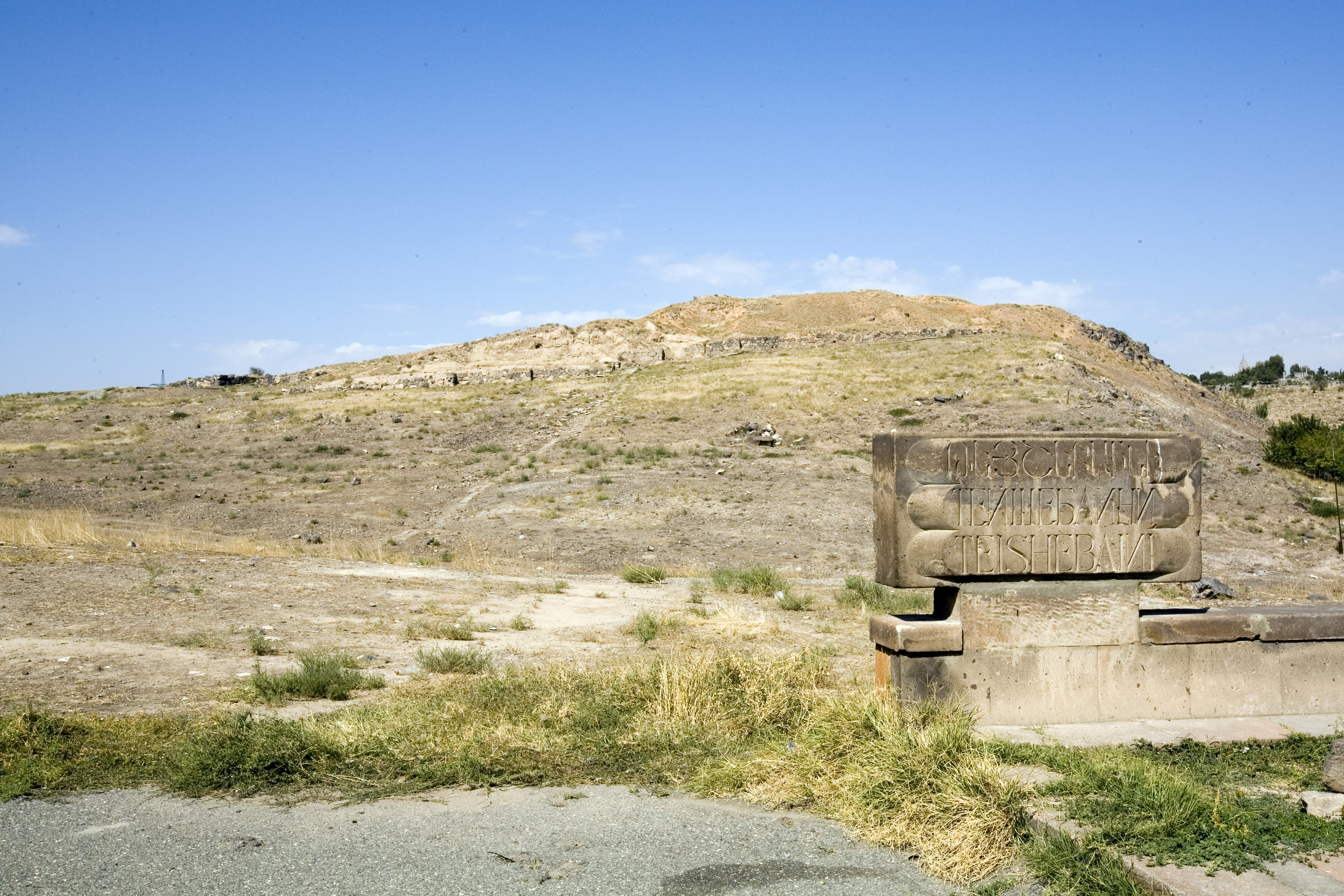
Forteresse de Teishebani.
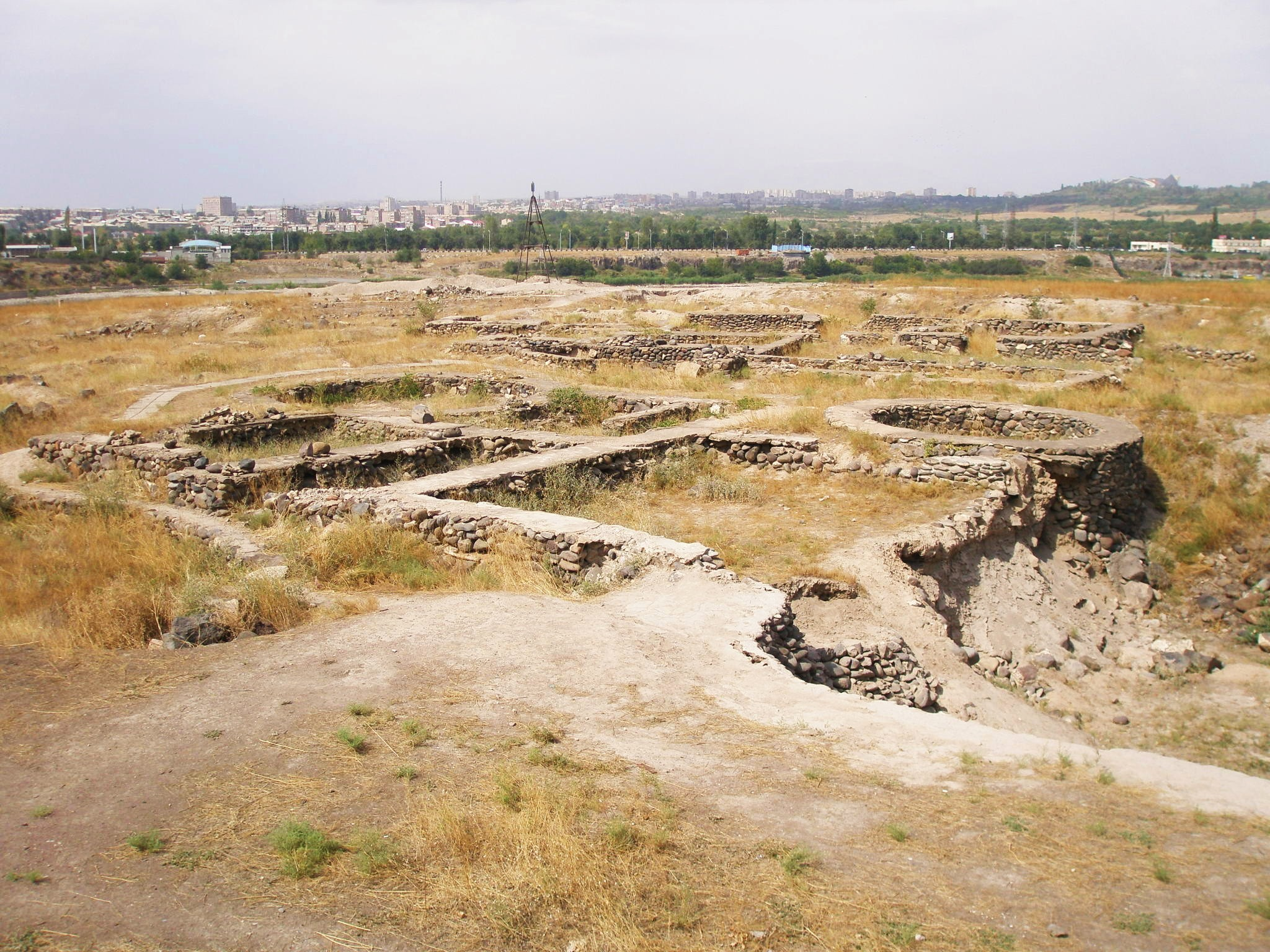
Site de Chengavit.